# Brak
Brak (Brach, arabiska: Birāk, براك) är en ort i Libyen.   Den ligger i distriktet Wadi Al Shatii, i den centrala delen av landet, 600 km söder om huvudstaden Tripoli. Brak ligger 349 meter över havet och antalet invånare är 39 444.
Terrängen runt Brak är platt, och sluttar söderut.  Trakten runt Brak är nära nog obefolkad, med mindre än två invånare per kvadratkilometer. Det finns inga andra samhällen i närheten. Trakten runt Brak är ofruktbar med lite eller ingen växtlighet.